# Prince Hours
Goong S (hangul: 궁S; hanja: 宮S; rr: Gung S; lit. "Palace S"; conhecido também como Prince Hours) é uma telenovela sul-coreana, estrelada por Se7en, Huh E-jae, Park Shin-hye e Kang Doo.